# Domino (Teksas)
Domino – miasto w Stanach Zjednoczonych, w stanie Teksas, w hrabstwie Cass.